# Kong Frederik VIII gæster Aarhus
Kong Frederik VIII gæster Aarhus er en dansk dokumentarisk optagelse fra 1906.

## Handling
Kong Frederik 8. gæster Aarhus. Kongen ankommer med kongeskibet og bliver festligt modtaget på havnen. Optagelsen indeholder en lang sporvognstur gennem byens gader, hvor hverdagslivet folder sig ud.